# توم جونز (لاعب كرة قدم أسترالية)
توم جونز (بالإنجليزية: Tom Jones)‏ هو لاعب كرة قدم أسترالية أسترالي، ولد في 10 سبتمبر 1904، وتوفي في 27 يناير 1944.

## وصلات خارجية
- توم جونز على موقع AustralianFootball.com (الإنجليزية)
- توم جونز على موقع AFLtables.com (الإنجليزية)